# 傑諾德·懷茲勒
傑諾德·懷茲勒（Jerrold Wexler，1924年6月27日—1992年11月10日），是一位美國商人。他是Haskell Wexler的哥哥也是 戴露·漢娜的繼父。
他30年前以建造紀念摩天大樓聞名。 自1979年開始他和他的商業伙伴 Edward W. Ross, 買下了 達克旅館.1980年達克成為美国國家級歷史性建築。1983年 Wexler將興趣移轉到玩伴女郎大楼、湖心塔（Lake Point Tower）、密西根大街的建築房地，數以打計的芝加哥旅館，他還在在紐約市和洛杉磯置產，救助了當時即將破產的 Goldblatt's.  當Bertram Lee 在10%的併購案失敗之後failed to come up with his ten percent share to purchase the National Basketball Association Denver Nuggets in 1989, Peter Bynoe recruited Jerrold Wexler and Jay Pritzker 讓生意繼續保持活絡。這個團隊在1992年以很大的興趣 COMSAT 買下了 Drexel Burnham Lambert銀行, Bynoe 和他的夥伴們。除了他在商業上的興趣之外，他也是一名活耀的政治獻金捐助者。  In addition此外, 他同時也是John Austin Cheley 基金會的受託人。.